# خطوط شمال الصين الجوية
خطوط شمال الصين الجوية، (بالإنجليزية: China Northern Airlines)‏. (المبسطة الصينية: 中北方 航空 航空، الصينية التقليدية: 中北方 航空 航空). كانت شركة طيران مقرها مطار دونغتا، شنيانغ، مقاطعة لياونينغ، الصين. وبالإضافة إلى شنيانغ، كان لها ثلاثة محاور في هاربين وتشانغتشون وسانيا.
وكانت واحدة من ست شركات طيران كبرى تشكلت نتيجة لانفصال إدارة الطيران المدني في الصين. كان لديها في البداية أسطول من ايرباص A300، ماكدونيل دوغلاس أم دي-80، أم دي-90، وفي وقت لاحق، طائرات ايرباص A321. كانت تعمل في الغالب وجهات محلية وأيضا لكوريا الشمالية وكوريا الجنوبية واليابان.

## خلفية تاريخية
تأسست خطوط شمال الصين الجوية في عام 1990. لتكون خلفا لخطوط طيران سوان. وقد اندمجت فيما بعد إلى شركة طيران جنوب الصين في عام 2003.

## الحوادث
- في 13 نوفمبر 1993 تحطمت طائرة شمال الصين 6901 المتجهة من بكين إلى اورومتشى وهي طائرة من طراز ماكدونيل دوغلاس أم دي-82 (ريج بى - 2141) على طريق مطار اورومتشى مما اسفر عن مصرع 12 من 102 على متنها. وعزا الحادث إلى خطأ الطيار في حادث التحطم.
- في 17 ابريل عام 2002، حلقت طائرة شمال الصين 6621 المتجهة من داليان إلى شنيانغ وهي طائرة ماكدونيل دوغلاس أم دي-82، بعد تسع دقائق من اقلاعها، حاول رجل اختطاف الطائرة الداخلية. تمكن أفراد الأمن على متن الطائرة والركاب من التغلب على الرجل على الفور. وفي الساعة 17:58 بالتوقيت المحلي، هبطت الطائرة بأمان في شنيانغ.[1]
- في 7 مايو 2002، تحطمت طائرة شمال الصين 6136 المتجهة من بكين إلى داليان وهي طائرة ماكدونيل دوغلاس أم دي-82 (ريج بى - 2138) في البحر الاصفر على بعد 6 أميال (9.7 كم) قبالة ساحل داليان، مما اسفر عن مصرع جميع 112 على متن الطائرة. وقد تقرر لاحقا أن راكبا يريد الانتحار بدأ النار على متن الطائرة.[2][3]

## معرض الصور

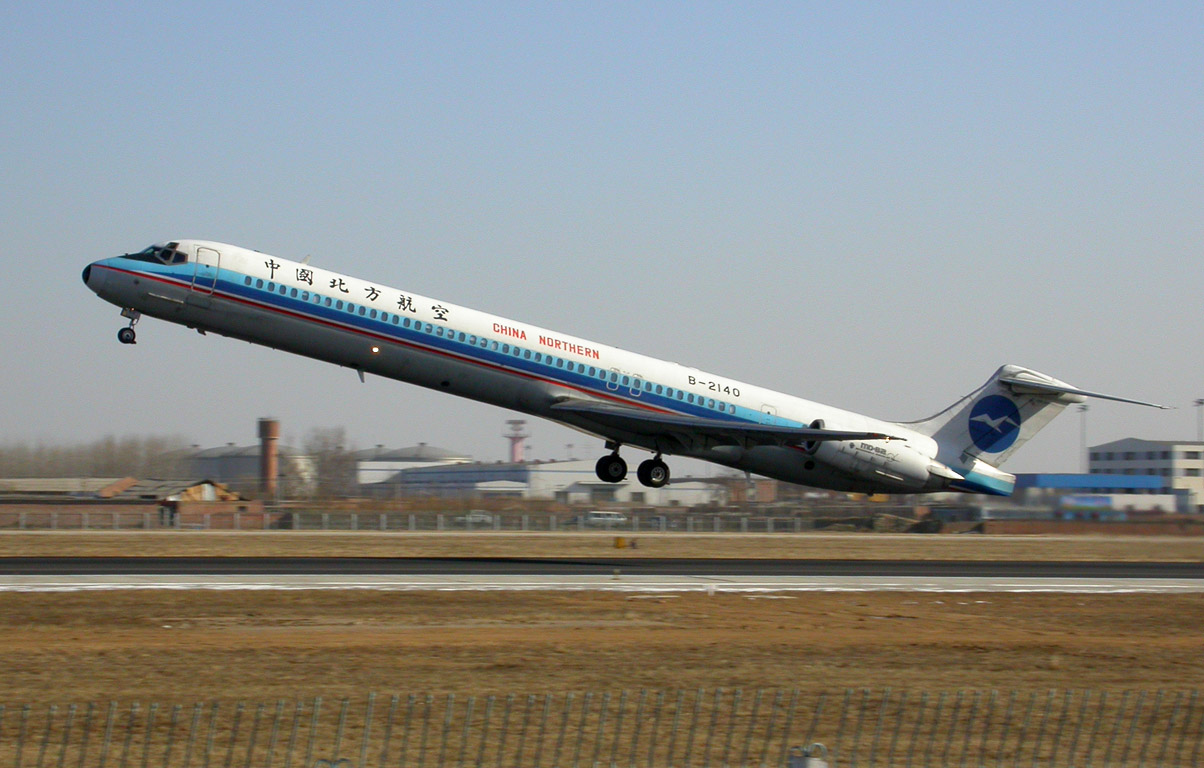
اقلاع طائرة خطوط شمال الصين الجوية من طراز أم دي-82 في بكين.
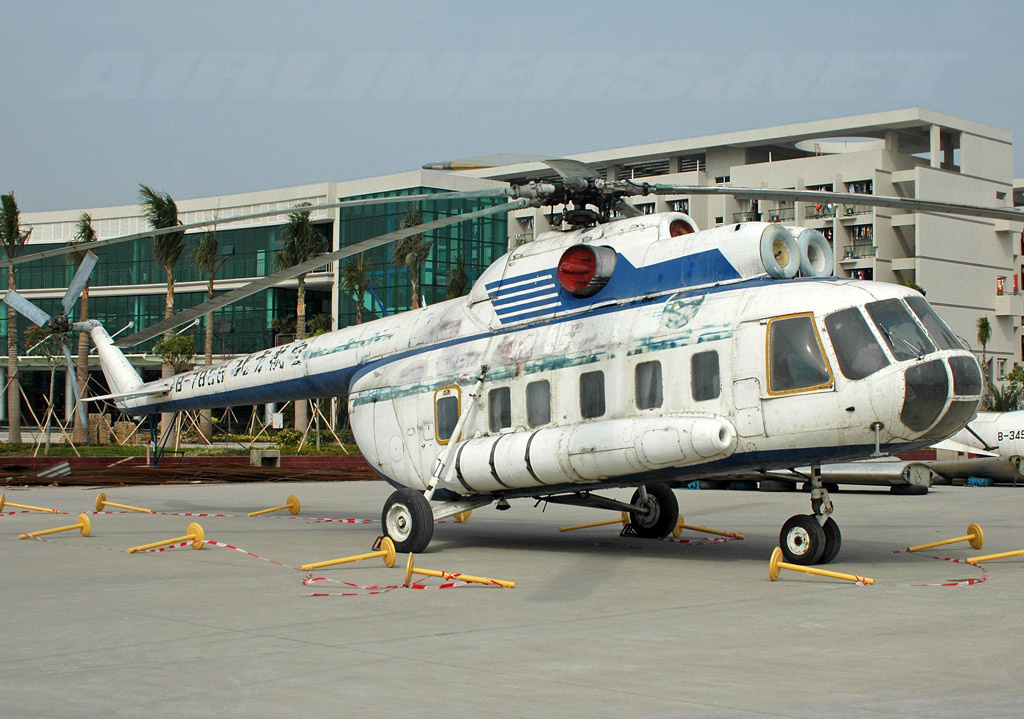
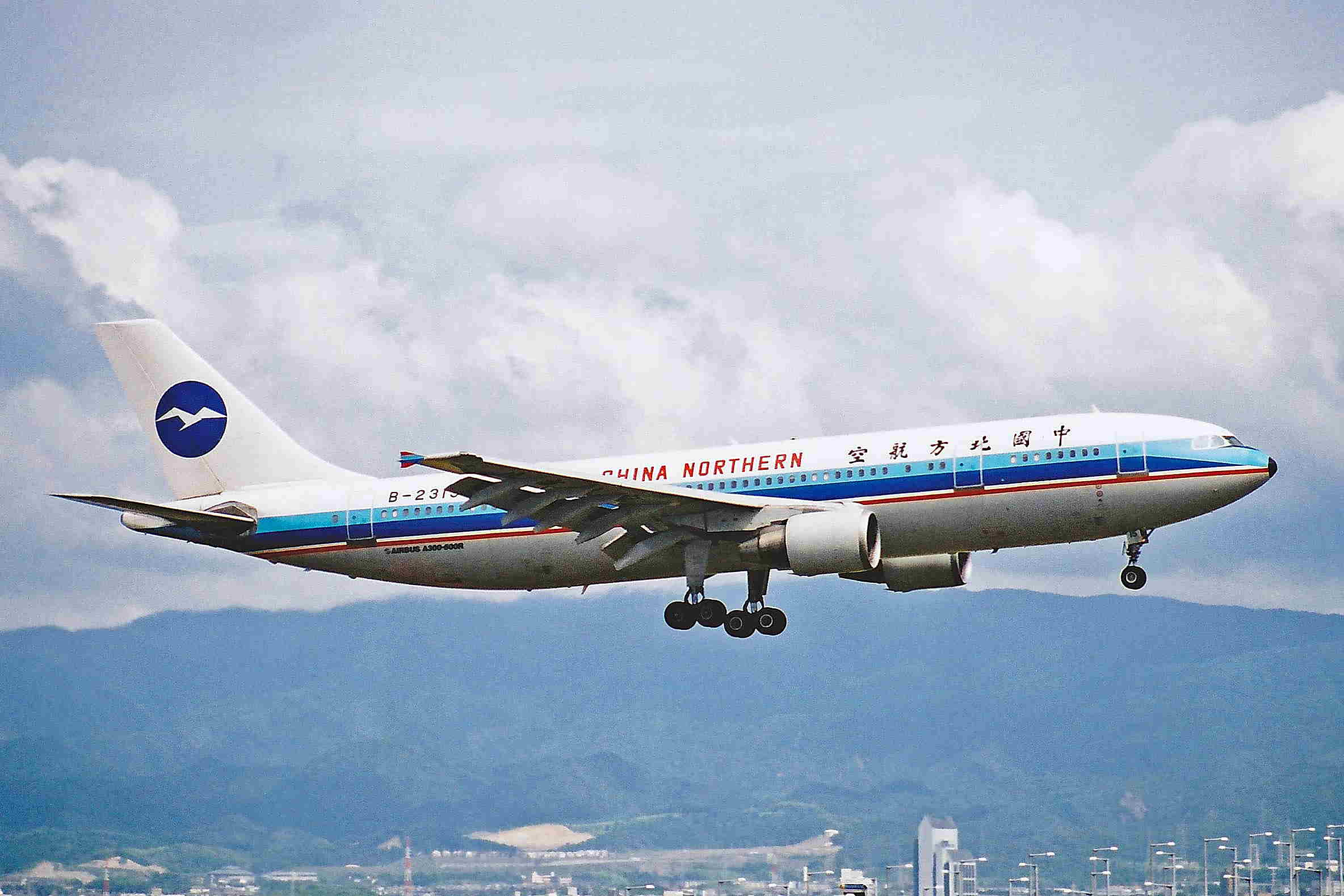
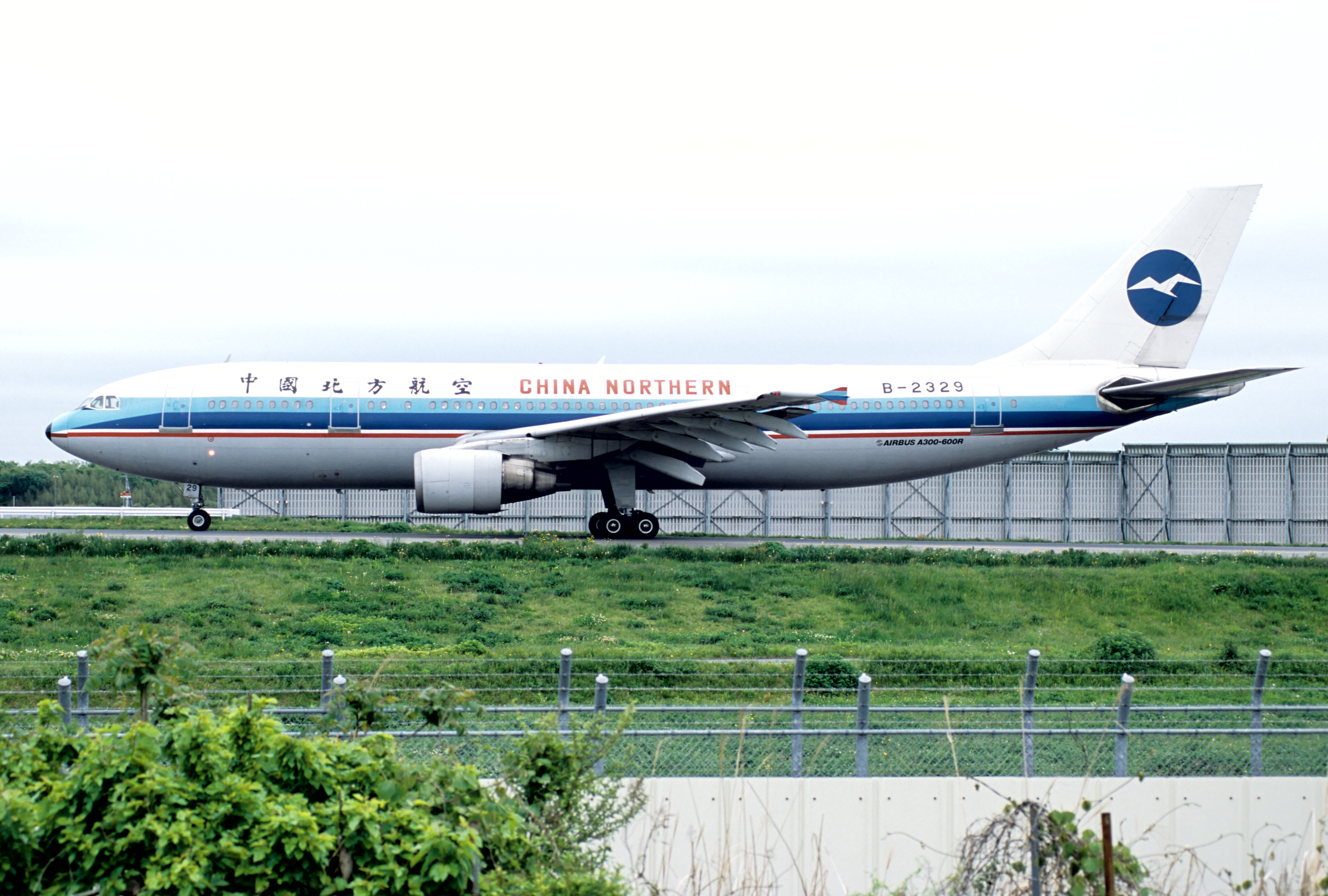
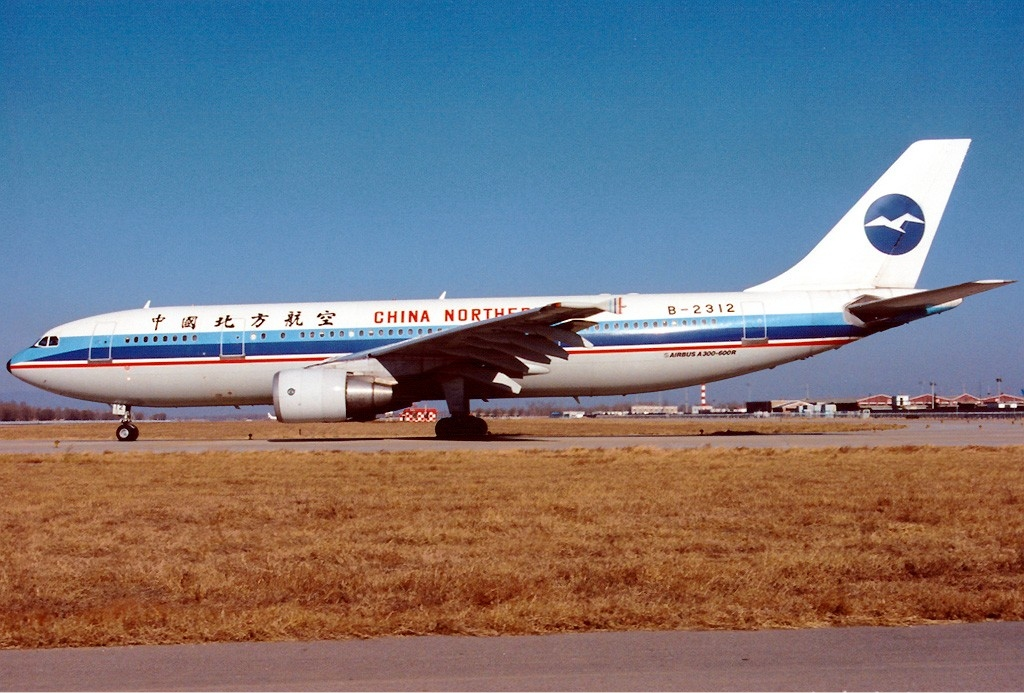
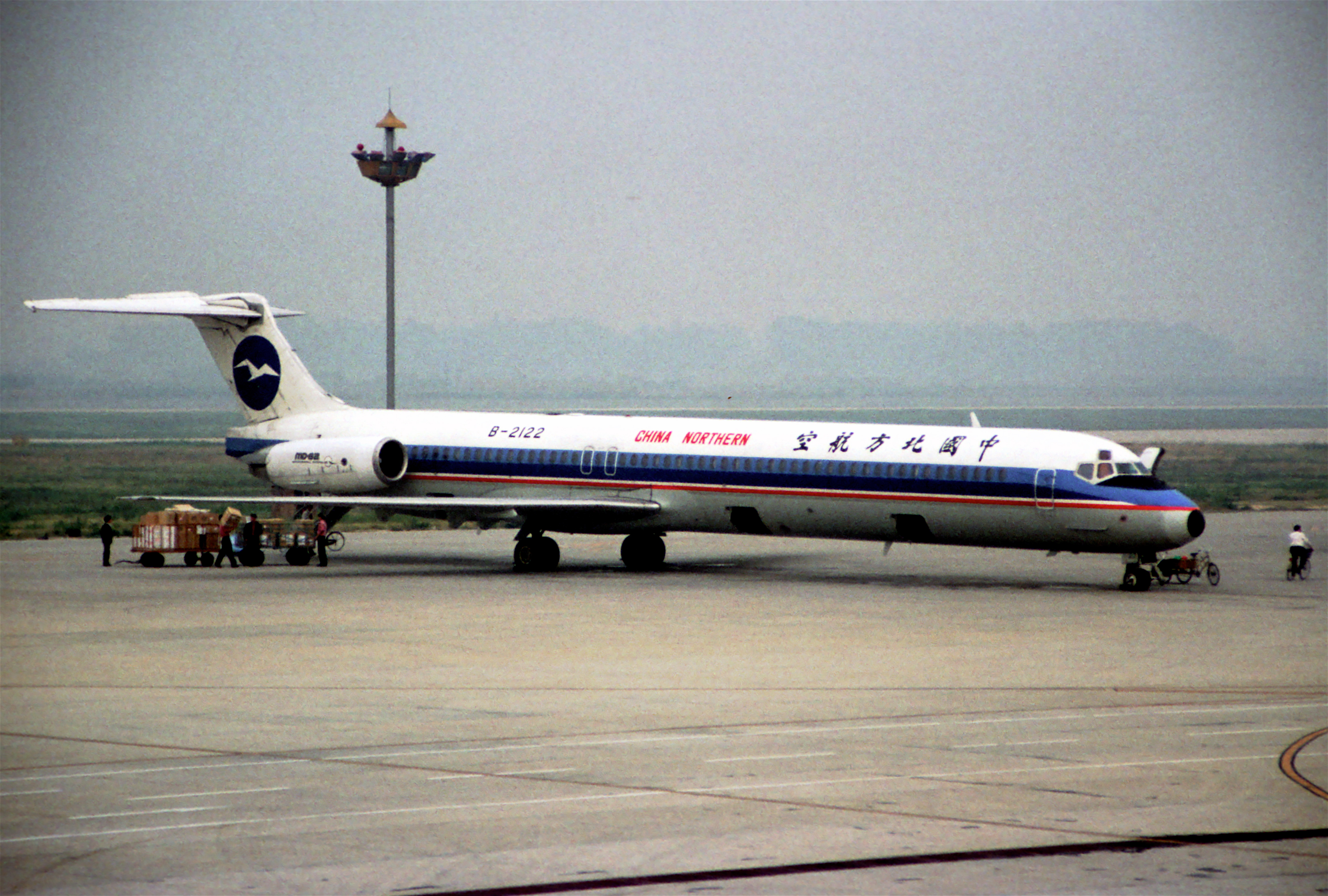

## وصلات خارجية
- خطوط شمال الصين الجوية (الأرشيف)
- خطوط شمال الصين الجوية (الأرشيف) (باللغة الصينية)